# 루퍼트 크로세
루퍼트 크로세(Rupert Crosse, 1927년 11월 29일 ~ 1973년 3월 5일)는 미국의 텔레비전 배우, 영화배우이다.

## 영화
- 리버스 (1969년)
- 바람 속의 질주 (1965년)
- 첩보원 0011 (1964년)
- 0011 나폴레옹 솔로 - 구사일생 (1964년)
- 벤 케이시 (1961년)
- 투 레이트 블루스 (1961년)
- 그림자들 (1959년)